# زنلس زون زیرو
زنلس زون زیرو ((به انگلیسی: Zenless Zone Zero)) یک بازی ویدئویی در سبک بازی نقش‌آفرینی اکشن فانتزی شهری با المان‌های روگ‌لایک است که توسط می‌هویو (تحت نام تجاری جهانی هویوورس) توسعه و منتشر شده است. این بازی در تاریخ ۴ ژوئیه ۲۰۲۴ برای پلتفرم‌های مایکروسافت ویندوز، آی‌اواس، اندروید و پلی‌استیشن ۵ منتشر شد.

## روند بازی
روند بازی زنلس زون زیرو ترکیبی از المان‌های نقش‌آفرینی و اکشن است. بازیکن کنترل یک «پراکسی» (Proxy) را بر عهده می‌گیرد که گروه‌هایی از شخصیت‌ها را برای کاوش در بُعدهای خطرناک و پر از دشمن به نام «هالو» (Hollows) هدایت می‌کند. مبارزات به صورت هم‌زمان (Real-time) انجام می‌شود و بازیکن می‌تواند بین سه شخصیت در تیم خود جابجا شود تا از توانایی‌ها و حملات ترکیبی آن‌ها استفاده کند. ساختار مراحل در هالوها دارای ویژگی‌های روگ‌لایک است که باعث تنوع در هر بار ورود به آن‌ها می‌شود.

## داستان
داستان بازی در یک شهر پسا-آخرالزمانی به نام «نیو اریدو» (New Eridu) جریان دارد. این شهر آخرین پناهگاه بشریت در برابر فجایع فراطبیعی به نام «هالو» است که به‌طور ناگهانی ظاهر می‌شوند و باعث تخریب و ایجاد موجودات خطرناک می‌گردند. بازیکن در نقش یک «پراکسی»، فردی متخصص در هدایت دیگران درون هالوها، ایفای نقش می‌کند و به مشتریان مختلف کمک می‌کند تا اهداف خود را در این مناطق خطرناک دنبال کنند.

## توسعه
زنلس زون زیرو اولین بار در ماه مه ۲۰۲۲ معرفی شد. این بازی توسط تیم سازنده هونکای ایمپکت سوم در شرکت می‌هویو توسعه یافته است. چندین دوره آزمایشی (بتا) قبل از انتشار نهایی برای بازی برگزار شد.

## بازخوردها
الگو:بررسی جمعی بازی پس از انتشار عموماً با نقدهای مثبتی روبرو شد. منتقدان سیستم مبارزات، سبک بصری و طراحی شخصیت‌ها را ستایش کردند، اما برخی به سیستم گچا و تکراری شدن برخی المان‌های روند بازی اشاره کردند.